# تیم ملی فوتبال ساحل عاج
تیم ملی فوتبال ساحل عاج (به انگلیسی: Côte d'Ivoire national football team) یک تیم فوتبال بین‌المللی است که به نمایندگی از کشور ساحل عاج به میدان می‌رود. این تیم زیر نظر فدراسیون فوتبال ساحل عاج فعالیت می‌کند.

## Results and fixtures
The following is a list of match results in the last 12 months, as well as any future matches that have been scheduled.
  Win
  Draw
  Loss
  Fixture

### ۲۰۲۳
| 24 مارس 2023 AFCON qualification | ساحل عاج                                                     | ۳–۱   | کومور                  | بوآکه، ساحل عاج                                                                |
| ۱۷:۰۰یوتی‌سی ۰±                   | - کریستیان کوامه ۲۹' - سباستین آلر ۶۱' - ژان فیلیپ کراسو ۸۹' | گزارش | - Djoudja Yussuf ۹۰+۳' | ورزشگاه: Stade Bouaké داور: Abdel Aziz Mohamed Bouh (فدراسیون فوتبال موریتانی) |

| 28 مارس 2023 AFCON qualification | کومور | ۰–۲   | ساحل عاج                               | مورونی، جزایر قمر                                                                |
| ۱۵:۰۰یوتی‌سی ۳+                   |       | گزارش | - ابراهیم سانگاره ۳۶' - فرانک کسیه ۵۸' | ورزشگاه: Stade Omnisports de Malouzini داور: Peter Waweru (فدراسیون فوتبال کنیا) |

| ۱۷ ژوئن 2023 AFCON qualification | زامبیا                                                   | ۳–۰   | ساحل عاج | ان‌دولا، زامبیا                                                                       |
| ۱۵:۰۰یوتی‌سی ۲+                   | - سرژ اوریه ۳۱' (گل‌به‌خودی) - پتسون داکا ۴۸' - Kangwa ۵۵' | گزارش |          | ورزشگاه: Levy Mwanawasa Stadium داور: Bamlak Tessema Weyesa (فدارسیون فوتبال اتیوپی) |

| 9 سپتامبر 2023 AFCON qualification | ساحل عاج              | ۱–۰   | لسوتو | سن-پدرو، ساحل عاج، ساحل عاج                                                                      |
| ۱۶:۰۰یوتی‌سی ۰±                     | - ابراهیم سانگاره ۱۶' | گزارش |       | ورزشگاه: Laurent Pokou Stadium, سن-پدرو، ساحل عاج داور: Samuel Uwikunda (فدارسیون فوتبال رواندا) |

| ۱۴ اکتبر بازی دوستانه | ساحل عاج            | ۱–۱   | مراکش             | آبیجان، ساحل عاج                        |
|                       | - سباستین آلر ۴۵+۳' | گزارش | - ایوب الکعبی ۸۱' | ورزشگاه: Felix Houphouet Boigny Stadium |

| ۱۷ اکتبر بازی دوستانه | ساحل عاج | ۱–۱   | آفریقای جنوبی | آبیجان، ساحل عاج                                                                         |
|                       |          | گزارش |               | ورزشگاه: Felix Houphouet Boigny Stadium داور: Benoit Badot (فدراسیون فوتبال بورکینافاسو) |

| 17 نوامبر 2026 FIFA World Cup qualification | ساحل عاج | ۹–۰   | سیشل | آبیجان، ساحل عاج                                                           |
| ۱۹:۰۰یوتی‌سی ۰±                              | - سباستین آلر ۲۰' (پنالتی) - ابراهیم سانگاره ۲۴' - سیمون آدینگرا ۳۶' - کریم کوناته ۴۰' (پنالتی)، ۹۰+۵' - سکو فوفانا ۶۰' - حامد ترائوره ۷۷'، ۹۰+۴' - ژان فیلیپ کراسو ۸۴' (پنالتی) | گزارش |      | ورزشگاه: ورزشگاه ملی ساحل عاج داور: Adalbert Diouf (فدراسیون فوتبال سنگال) |

| 20 نوامبر 2026 FIFA World Cup qualification | گامبیا | ۰–۲   | ساحل عاج                              | دارالسلام, تانزانیا                                                                         |
| ۱۷:۰۰یوتی‌سی ۳+                              |        | گزارش | - کریستیان کوامه ۴۵' - سکو فوفانا ۸۵' | ورزشگاه: Benjamin Mkapa (National Stadium) داور: Jalal Jayed (فدراسیون سلطنتی فوتبال مراکش) |

### ۲۰۲۴
| ۶ ژانویه بازی دوستانه | ساحل عاج                                                                                      | ۵–۱   | سیرالئون      | سن-پدرو، ساحل عاج، ساحل عاج                                                        |
| ۱۷:۰۰یوتی‌سی ۰±}       | - عثمان دیومنده ۱۸' - فرانک کسیه ۳۶' - ژاناتان بامبا ۳۸' - جرمی بوگا ۴۸' - ژان تیری لازار ۸۴' | گزارش | - Michael ۸۶' | ورزشگاه: Laurent Pokou Stadium داور: Dedjinnanchi Ahomlanto (فدراسیون فوتبال بنین) |

| ۱۳ ژانویه جام ملت‌های آفریقا ۲۰۲۳ GS | ساحل عاج                              | ۲–۰   | گینه بیسائو | آبیجان، ساحل عاج                                                                     |
| ۲۰:۰۰                               | - سکو فوفانا ۴' - ژان فیلیپ کراسو ۵۸' | گزارش |             | ورزشگاه: ورزشگاه ملی ساحل عاج تماشاگران: ۳۶٬۸۵۸ داور: Amin Omar (اتحادیه فوتبال مصر) |

| ۱۸ ژانویه جام ملت‌های آفریقا ۲۰۲۳ GS | ساحل عاج | ۰–۱   | نیجریه                           | آبیجان، ساحل عاج                                                                            |
| ۲۰:۰۰                               |          | گزارش | - ویلیام تروست اکنگ ۵۵' (پنالتی) | ورزشگاه: ورزشگاه ملی ساحل عاج تماشاگران: 49,517 داور: مصطفی غربال (فدراسیون فوتبال الجزایر) |

| ۲۲ ژانویه جام ملت‌های آفریقا ۲۰۲۳ GS | گینه استوایی                                                | ۴–۰   | ساحل عاج | آبیجان، ساحل عاج                                                          |
| ۲۰:۰۰                               | - امیلیو ان‌سوئه ۴۲'، ۷۵' - پابلو گنت ۷۳' - جاننیک بویلا ۸۸' | گزارش |          | ورزشگاه: ورزشگاه ملی ساحل عاج داور: Mahmood Ismail (اتحادیه فوتبال سودان) |

| ۲۹ ژانویه 2023 AFCON R16                                                 | سنگال          | ۱–۱ (و.ا.) (۴–۵ پنالتی)                                               | ساحل عاج                  | یاموسوکرو، ساحل عاج                                                                              |
|                                                                          | - H. Diallo ۴' | گزارش                                                                 | - فرانک کسیه ۸۶' (پنالتی) | ورزشگاه: Charles Konan Banny Stadium تماشاگران: 19,948 داور: Pierre Atcho (فدراسیون فوتبال گابن) |
|                                                                          | ضربات پنالتی   |                                                                       |                           |                                                                                                  |
| - کالیدو کولیبالی - پاپ ماتار سار - موسی نیاکت - بامبا دینگ - سادیو مانه |                | - نیکولاس پپه - کریستیان کوامه - سباستین آلر - سرژ اوریه - فرانک کسیه |                           |                                                                                                  |

| 3 فوریه 2023 AFCON QF | مالی           | ۱–۲ (و.ا.) | ساحل عاج                             | بوآکه، ساحل عاج                                                                     |
|                       | - Dorgeles ۷۱' | گزارش      | - سیمون آدینگرا ۹۰' - Diakité ۱۲۰+۲' | ورزشگاه: Stade de la Paix تماشاگران: 39,836 داور: Mohamed Adel (اتحادیه فوتبال مصر) |

| 7 فوریه 2023 AFCON SF | ساحل عاج          | ۱–۰   | Congo DR | آبیجان، ساحل عاج                                                                           |
|                       | - سباستین آلر ۶۵' | گزارش |          | ورزشگاه: ورزشگاه ملی ساحل عاج تماشاگران: 51,020 داور: Ibrahim Mutaz (فدراسیون فوتبال لیبی) |

| 11 فوریه 2023 AFCON F | نیجریه                | ۱–۲   | ساحل عاج                           | آبیجان، ساحل عاج              |
| ۲۰:۰۰                 | ویلیام تروست اکنگ ۳۸' | گزارش | - فرانک کسیه ۶۲' - سباستین آلر ۸۱' | ورزشگاه: ورزشگاه ملی ساحل عاج |

| ژوئن 2026 FIFA WC Qualifier | ساحل عاج | v | گابن | نامشخص، ساحل عاج |

| ژوئن 2026 FIFA WC Qualifier | کنیا | v | ساحل عاج | نامشخص، کنیا |

### ۲۰۲۵
| مارس 2026 FIFA WC Qualifier | بوروندی | v | ساحل عاج | نامشخص، بوروندی |

| مارس 2026 FIFA WC Qualifier | ساحل عاج | v | گامبیا | نامشخص، ساحل عاج |

| سپتامبر 2026 FIFA WC Qualifier | ساحل عاج | v | بوروندی | نامشخص، ساحل عاج |

| سپتامبر 2026 FIFA WC Qualifier | گابن | v | ساحل عاج | نامشخص، گابن |

| اکتبر 2026 FIFA WC Qualifier | سیشل | v | ساحل عاج | نامشخص، سیشل |

| اکتبر 2026 FIFA WC Qualifier | ساحل عاج | v | کنیا | نامشخص، ساحل عاج |

### تاریخچه مربی‌گری
- Paul Gévaudan [fr] (1960)
- Alphonse Bissouma Tapé (۱۹۶۵)
- Paul Gévaudan [fr] (1967–68)
- Peter Schnittger (1968–70)
- Jean Tokpa [de] (1970–72)
- Santa Rosa (1972–74)
- Gérard Gabo [fr] (1976–80)
- اتو فایستر (۱۹۸۲–۸۵)
- Davi Ferreira [pt] (1984)
- Pancho Gonzales (1986)
- یئو مارسیال (۱۹۸۷–۸۸, ۱۹۹۲)
- Kaé Oulaï (۱۹۸۹)
- رادیوج اگنایویچ (۱۹۸۹–۹۲)
- فیلیپ تروسیه (۱۹۹۳)
- هنریک کاسپرچاک (۱۹۹۳–۹۴)
- پیر پلیملدن (۱۹۹۴–۹۶)
- رابرت نوذرت (۱۹۹۶–۹۸, ۲۰۰۲–۰۴)
- پاتریک پاریزون (۱۹۹۹–۲۰۰۰)
- Gbonke Tia (2000–01)
- Lama Bamba [fr] (2001)
- آنری میشل (۲۰۰۴–۰۷)
- اولی اشتیلیکه (۲۰۰۷–۰۸)
- ژرار ژیلی (۲۰۰۸)
- وحید خلیلهوژیچ (۲۰۰۸–۱۰)
- Georges Kouadio [fr] (2010)
- سون یوران اریکسون (۲۰۱۰)
- François Zahoui (2010–12)
- صبری لاموشی (۲۰۱۲–۱۴)
- اروه رنار (۲۰۱۴–۱۵)
- میکل دوسایر (۲۰۱۵–۱۷)
- مارک ویلموتس (۲۰۱۷)
- Ibrahim Kamara (2018–20)
- پاتریس بومل (۲۰۲۰–۲۲)
- ژان-لوئی گاسه (۲۰۲۲–۲۴)

## بازیکنان

### ترکیب فعلی
بازیکنان زیر برای جام ملت‌های آفریقا ۲۰۲۳ در ژانویه ۲۰۲۴ برگزیده شده‌اند.
بازی‌ها و گل‌ها، پس از بازی مقابل تیم ملی فوتبال جمهوری دموکراتیک کنگو به تاریخ ۵ فوریه ۲۰۲۴ به روزرسانی شده‌است.
| ش. | پست       | بازیکن                       | ت‌ت (سن)                 | بازی | گل | باشگاه                               |
| -- | --------- | ---------------------------- | ----------------------- | ---- | -- | ------------------------------------ |
| 1  | دروازه‌بان | یحیی فوفانا                  | ۲۱ اوت ۲۰۰۰ ‏(۲۴ سال)    | 12   | 0  | باشگاه فوتبال آنژه                   |
| 16 | دروازه‌بان | Charles Folly Ayayi          | ۲۹ دسامبر ۱۹۹۰ ‏(۳۴ سال) | 2    | 0  | باشگاه فوتبال آسک میموساس            |
| 23 | دروازه‌بان | Badra Ali Sangaré            | ۳۰ مهٔ ۱۹۸۶ ‏(۳۹ سال)     | 31   | 0  | Sekhukhune United                    |
|    |           |                              |                         |      |    |                                      |
| 2  | مدافع     | عثمان دیومنده                | ۴ دسامبر ۲۰۰۳ ‏(۲۱ سال)  | 6    | 1  | باشگاه فوتبال اسپورتینگ              |
| 3  | مدافع     | Ghislain Konan               | ۲۷ دسامبر ۱۹۹۵ ‏(۲۹ سال) | 37   | 0  | باشگاه فوتبال الفیحا                 |
| 5  | مدافع     | ویلفرد سینگو                 | ۲۵ دسامبر ۲۰۰۰ ‏(۲۴ سال) | 17   | 0  | باشگاه فوتبال آاس موناکو             |
| 7  | مدافع     | اودیلون کاسونو               | ۴ ژانویهٔ ۲۰۰۱ ‏(۲۴ سال)  | 21   | 0  | باشگاه فوتبال بایر ۰۴ لورکوزن        |
| 12 | مدافع     | ویلی بولی                    | ۳ فوریهٔ ۱۹۹۱ ‏(۳۴ سال)   | 20   | 1  | باشگاه فوتبال ناتینگهام فارست        |
| 17 | مدافع     | سرژ اوریه (کاپیتان (فوتبال)) | ۲۴ دسامبر ۱۹۹۲ ‏(۳۲ سال) | 92   | 4  | باشگاه فوتبال گالاتاسرای             |
| 21 | مدافع     | ایوان اندیکا                 | ۲۰ اوت ۱۹۹۹ ‏(۲۵ سال)    | 12   | 0  | باشگاه فوتبال آ.اس. رم               |
| 26 | مدافع     | Ismaël Diallo                | ۲۹ ژانویهٔ ۱۹۹۷ ‏(۲۸ سال) | 0    | 0  | باشگاه فوتبال هایدوک اسپلیت          |
|    |           |                              |                         |      |    |                                      |
| 4  | هافبک     | ژان میکائل سری               | ۱۹ ژوئیهٔ ۱۹۹۱ ‏(۳۴ سال)  | 53   | 4  | باشگاه فوتبال هال سیتی               |
| 6  | هافبک     | سکو فوفانا                   | ۷ مهٔ ۱۹۹۵ ‏(۳۰ سال)      | 19   | 6  | باشگاه فوتبال النصر عربستان سعودی    |
| 8  | هافبک     | فرانک کسیه                   | ۱۹ دسامبر ۱۹۹۶ ‏(۲۸ سال) | 75   | 10 | باشگاه فوتبال الاهلی عربستان سعودی   |
| 9  | هافبک     | ژاناتان بامبا                | ۲۶ مارس ۱۹۹۶ ‏(۲۹ سال)   | 8    | 1  | باشگاه فوتبال سلتاویگو               |
| 13 | هافبک     | جرمی بوگا                    | ۳ ژانویهٔ ۱۹۹۷ ‏(۲۸ سال)  | 19   | 2  | باشگاه فوتبال نیس                    |
| 14 | هافبک     | Oumar Diakité                | ۲۰ دسامبر ۲۰۰۳ ‏(۲۱ سال) | 10   | 1  | باشگاه فوتبال استاد رنس              |
| 15 | هافبک     | مکس گریدل                    | ۳۰ نوامبر ۱۹۸۷ ‏(۳۷ سال) | 111  | 17 | باشگاه ورزشی غازی عینتاب اف.کی       |
| 18 | هافبک     | ابراهیم سانگاره              | ۲ دسامبر ۱۹۹۷ ‏(۲۷ سال)  | 41   | 11 | باشگاه فوتبال ناتینگهام فارست        |
| 24 | هافبک     | سیمون آدینگرا                | ۱ ژانویهٔ ۲۰۰۲ ‏(۲۳ سال)  | 9    | 2  | باشگاه فوتبال برایتون اند هوو آلبیون |
| 25 | هافبک     | Idrissa Doumbia              | ۱۴ آوریل ۱۹۹۸ ‏(۲۷ سال)  | 2    | 0  | باشگاه ورزشی الاهلی قطر              |
| 27 | هافبک     | ژان تیری لازار               | ۷ مارس ۱۹۹۸ ‏(۲۷ سال)    | 3    | 1  | باشگاه فوتبال یونیون سن ژیلواز       |
|    |           |                              |                         |      |    |                                      |
| 10 | مهاجم     | کریم کوناته                  | ۲۱ مارس ۲۰۰۴ ‏(۲۱ سال)   | 13   | 2  | باشگاه فوتبال ردبول زالتسبورگ        |
| 11 | مهاجم     | ژان فیلیپ کراسو              | ۱۷ ژوئیهٔ ۱۹۹۷ ‏(۲۸ سال)  | 15   | 4  | باشگاه فوتبال ستاره سرخ بلگراد       |
| 19 | مهاجم     | نیکولاس پپه                  | ۲۹ مهٔ ۱۹۹۵ ‏(۳۰ سال)     | 43   | 10 | باشگاه فوتبال ترابزون‌اسپور           |
| 20 | مهاجم     | کریستیان کوامه               | ۶ دسامبر ۱۹۹۷ ‏(۲۷ سال)  | 29   | 3  | باشگاه فوتبال فیورنتینا              |
| 22 | مهاجم     | سباستین آلر                  | ۲۲ ژوئن ۱۹۹۴ ‏(۳۱ سال)   | 24   | 9  | باشگاه فوتبال بروسیا دورتموند        |

### دعوت‌شدگان اخیر
The following players have also been called up to the squad within the last twelve months and are still eligible to represent.
| پست | نام بازیکن            | تاریخ تولد (سن)          | بازی‌ | گل‌ | باشگاه                       | آخرین دعوت                 |
| --- | --------------------- | ------------------------ | ---- | -- | ---------------------------- | -------------------------- |
| دروازه‌بان | Ira Eliezer Tapé      | ۳۱ اوت ۱۹۹۷ ‏(۲۷ سال)     | 2    | 0  | Bahir Dar Kenema             | جام ملت‌های آفریقا ۲۰۲۳ PRE |
| دروازه‌بان | Issa Fofana           | ۳۰ ژانویهٔ ۲۰۰۴ ‏(۲۱ سال)  | 0    | 0  | باشگاه فوتبال الهلال ام‌درمان | جام ملت‌های آفریقا ۲۰۲۳ PRE |
| دروازه‌بان | Mohamed Koné          | ۷ مارس ۲۰۰۲ ‏(۲۳ سال)     | 0    | 0  | باشگاه فوتبال لو آور         | جام ملت‌های آفریقا ۲۰۲۳ PRE |
| |                       |                          |      |    |                              |                            |
| مدافع | اریک بایی             | ۱۲ آوریل ۱۹۹۴ ‏(۳۱ سال)   | 49   | 2  | باشگاه فوتبال ویارئال        | جام ملت‌های آفریقا ۲۰۲۳ PRE |
| مدافع | Simon Deli            | ۲۷ اکتبر ۱۹۹۱ ‏(۳۳ سال)   | 27   | 0  | باشگاه ورزشی آدانا دمیرسپور  | جام ملت‌های آفریقا ۲۰۲۳ PRE |
| مدافع | سینالی دیومانده       | ۹ آوریل ۲۰۰۱ ‏(۲۴ سال)    | 11   | 0  | باشگاه فوتبال المپیک لیون    | جام ملت‌های آفریقا ۲۰۲۳ PRE |
| مدافع | حسن کامارا            | ۵ مارس ۱۹۹۴ ‏(۳۱ سال)     | 9    | 0  | باشگاه فوتبال اودینزه        | جام ملت‌های آفریقا ۲۰۲۳ PRE |
| مدافع | Abakar Sylla          | ۲۵ دسامبر ۲۰۰۲ ‏(۲۲ سال)  | 6    | 0  | باشگاه فوتبال استراسبورگ     | جام ملت‌های آفریقا ۲۰۲۳ PRE |
| مدافع | Emmanuel Agbadou      | ۷ ژوئن ۱۹۹۷ ‏(۲۸ سال)     | 4    | 0  | باشگاه فوتبال استاد رنس      | جام ملت‌های آفریقا ۲۰۲۳ PRE |
| مدافع | Koffi Kouao           | ۲۰ مهٔ ۱۹۹۸ ‏(۲۷ سال)      | 0    | 0  | باشگاه فوتبال متس            | جام ملت‌های آفریقا ۲۰۲۳ PRE |
| مدافع | Bamo Meïté            | ۳ دسامبر ۲۰۰۱ ‏(۲۳ سال)   | 0    | 0  | باشگاه فوتبال المپیک مارسی   | جام ملت‌های آفریقا ۲۰۲۳ PRE |
| مدافع | کریستوفر اپرا         | ۲۹ آوریل ۱۹۹۷ ‏(۲۸ سال)   | 0    | 0  | باشگاه فوتبال لو آور         | جام ملت‌های آفریقا ۲۰۲۳ PRE |
| مدافع | Anthony Tra Bi Tra    | ۲۷ دسامبر ۱۹۹۸ ‏(۲۶ سال)  | 0    | 0  | باشگاه فوتبال آسک میموساس    | جام ملت‌های آفریقا ۲۰۲۳ PRE |
| مدافع | Armel Zohouri         | ۵ آوریل ۲۰۰۱ ‏(۲۴ سال)    | 0    | 0  | باشگاه فوتبال شریف تیراسپول  | جام ملت‌های آفریقا ۲۰۲۳ PRE |
| مدافع | سلیمان دومبیا         | ۲۴ سپتامبر ۱۹۹۶ ‏(۲۸ سال) | 8    | 1  | باشگاه فوتبال آنژه           | v. کومور, ۲۸ مارس ۲۰۲۳     |
| |                       |                          |      |    |                              |                            |
| هافبک | ژان-فیلیپ گبامن       | ۲۵ دسامبر ۱۹۹۵ ‏(۲۹ سال)  | 16   | 0  | Dunkerque                    | جام ملت‌های آفریقا ۲۰۲۳ PRE |
| هافبک | حامد ترائوره          | ۱۶ فوریهٔ ۲۰۰۰ ‏(۲۵ سال)   | 10   | 2  | باشگاه فوتبال ناپولی         | جام ملت‌های آفریقا ۲۰۲۳ PRE |
| هافبک | اماد دیالو            | ۱۱ ژوئیهٔ ۲۰۰۲ ‏(۲۳ سال)   | 4    | 1  | باشگاه فوتبال منچستر یونایتد | جام ملت‌های آفریقا ۲۰۲۳ PRE |
| هافبک | پل آکوئوکو            | ۲۰ دسامبر ۱۹۹۷ ‏(۲۷ سال)  | 4    | 0  | باشگاه فوتبال المپیک لیون    | جام ملت‌های آفریقا ۲۰۲۳ PRE |
| هافبک | Peodoh Pacome Zouzoua | ۳۰ آوریل ۱۹۹۷ ‏(۲۸ سال)   | 4    | 0  | باشگاه ورزشی یانگ افریکنز    | جام ملت‌های آفریقا ۲۰۲۳ PRE |
| هافبک | Jean N'Guessan        | ۱۷ آوریل ۲۰۰۳ ‏(۲۲ سال)   | 1    | 0  | باشگاه فوتبال متس            | جام ملت‌های آفریقا ۲۰۲۳ PRE |
| هافبک | Jean-Eudes Aholou     | ۲۰ مارس ۱۹۹۴ ‏(۳۱ سال)    | 4    | 0  | باشگاه فوتبال استراسبورگ     | v. کومور, ۲۸ مارس ۲۰۲۳     |
| |                       |                          |      |    |                              |                            |
| مهاجم | ویلفرد زاها           | ۱۰ نوامبر ۱۹۹۲ ‏(۳۲ سال)  | 33   | 5  | باشگاه فوتبال گالاتاسرای     | جام ملت‌های آفریقا ۲۰۲۳ PRE |
| مهاجم | مکسول کورنه           | ۲۷ سپتامبر ۱۹۹۶ ‏(۲۸ سال) | 31   | 6  | باشگاه فوتبال وستهام یونایتد | جام ملت‌های آفریقا ۲۰۲۳ PRE |
| مهاجم | Jean Evrard Kouassi   | ۲۵ سپتامبر ۱۹۹۴ ‏(۳۰ سال) | 13   | 1  | باشگاه فوتبال ژجیانگ         | جام ملت‌های آفریقا ۲۰۲۳ PRE |
| مهاجم | داوید داترو فوفانا    | ۲۲ دسامبر ۲۰۰۲ ‏(۲۲ سال)  | 3    | 0  | باشگاه فوتبال برنلی          | جام ملت‌های آفریقا ۲۰۲۳ PRE |
| مهاجم | ایوان گوسند           | ۱ ژوئیهٔ ۲۰۰۱ ‏(۲۴ سال)    | 0    | 0  | باشگاه فوتبال نیس            | جام ملت‌های آفریقا ۲۰۲۳ PRE |
| مهاجم | Bénie Traoré          | ۳۰ نوامبر ۲۰۰۲ ‏(۲۲ سال)  | 0    | 0  | باشگاه فوتبال نانت           | جام ملت‌های آفریقا ۲۰۲۳ PRE |
| - DEC Player refused to join the team after the call-up. - INJ Player withdrew from the squad due to an injury. - PRE Preliminary Squad. - SUS Suspended from the national team. |                       |                          |      |    |                              |                            |

|}

## رکوردها
تا تاریخ ۱۱ فوریه ۲۰۲۴
Players in bold are still active with Ivory Coast.

### بازیکن با بیشترین بازی

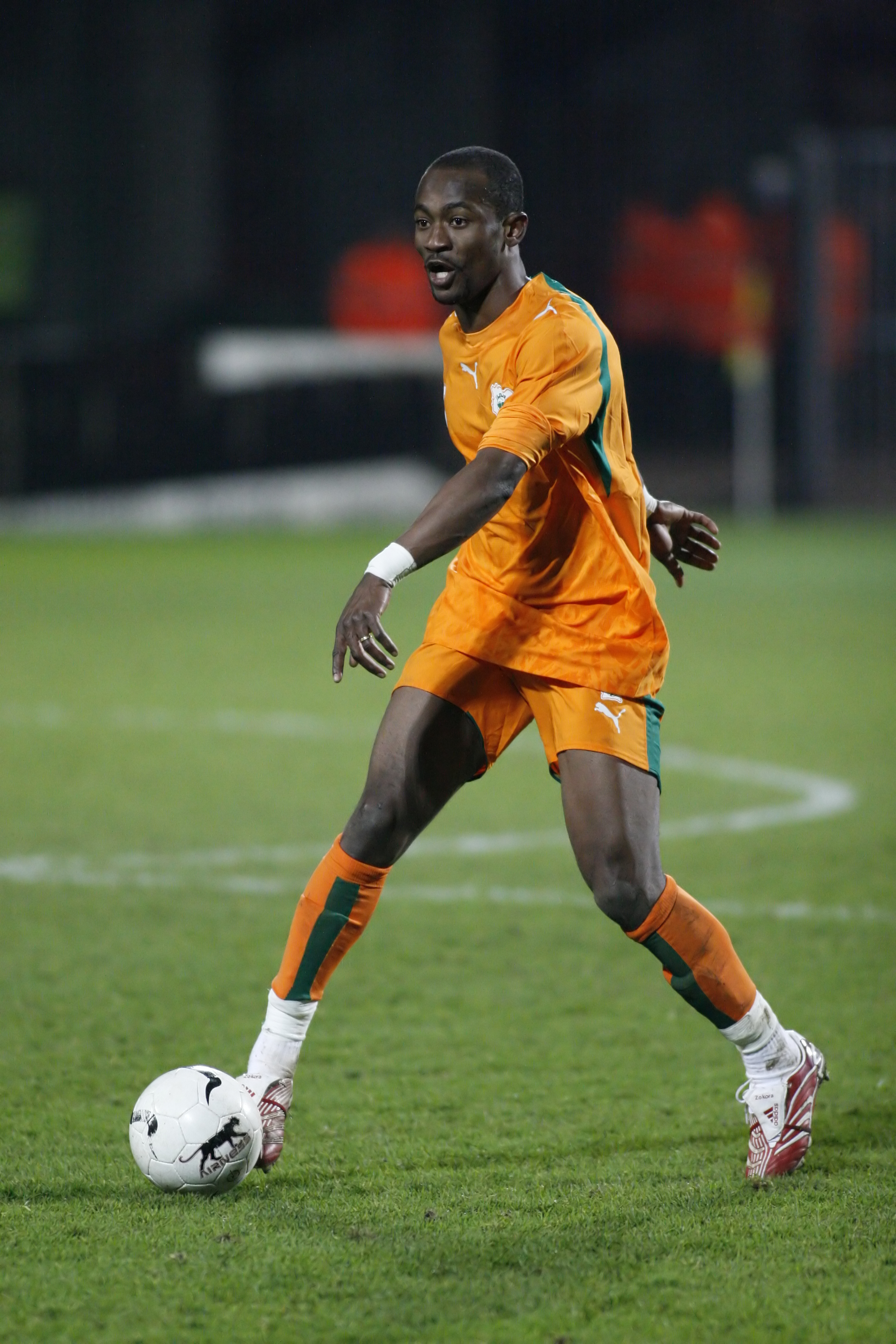
دیدیه زاکورا، the all-time most capped player for Ivory Coast.

| رده | بازیکن          | بازی‌ها | گل‌ها | Career     |
| --- | --------------- | ------ | ---- | ---------- |
| ۱   | دیدیه زاکورا    | ۱۲۳    | ۱    | ۲۰۰۰–۲۰۱۴  |
| ۲   | کولو توره       | ۱۲۰    | ۷    | ۲۰۰۰–۲۰۱۵  |
| ۳   | مکس گریدل       | ۱۱۲    | ۱۷   | ۲۰۱۱–اکنون |
| ۴   | دیدیه دروگبا    | ۱۰۵    | ۶۵   | ۲۰۰۲–۲۰۱۴  |
| ۵   | یحیی توره       | ۱۰۱    | ۱۹   | ۲۰۰۴–۲۰۱۵  |
| ۶   | سیاکا تینی      | ۱۰۰    | ۲    | ۲۰۰۰–۲۰۱۵  |
| ۷   | سالومون کالو    | ۹۶     | ۲۷   | ۲۰۰۷–۲۰۱۷  |
| ۸   | سرژ اوریه       | ۹۳     | ۴    | ۲۰۱۳–اکنون |
| ۹   | عبدالله ترائوره | ۹۰     | ۴۹   | ۱۹۸۴–۱۹۹۶  |
| ۱۰  | آرتور بوکا      | ۸۸     | ۱    | ۲۰۰۴–۲۰۱۵  |

### گلزنان برتر

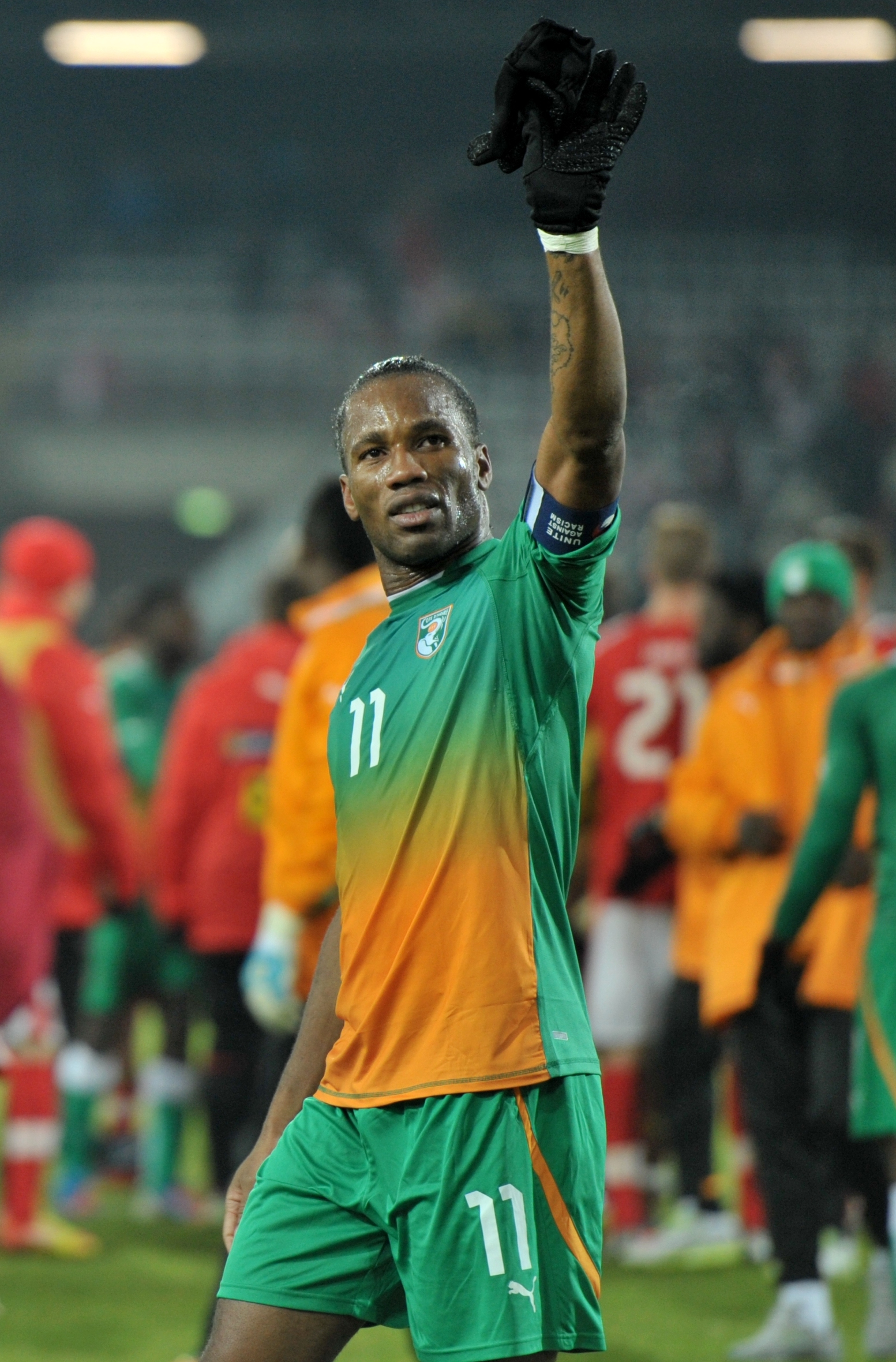
دیدیه دروگبا، the all-time top goalscorer for Ivory Coast.

| رده | بازیکن               | گل‌ها | بازی‌ها | نسبت | Career     |
| --- | -------------------- | ---- | ------ | ---- | ---------- |
| ۱   | دیدیه دروگبا (فهرست) | ۶۵   | ۱۰۵    | 0.62 | 2002–2014  |
| ۲   | عبدالله ترائوره      | ۴۹   | ۹۰     | 0.54 | ۱۹۸۴–۱۹۹۶  |
| ۳   | Djohan Tiéhi         | ۲۸   | ۵۰     | 0.56 | ۱۹۸۵–۱۹۹۹  |
| ۴   | سالومون کالو         | ۲۷   | ۹۶     | 0.28 | ۲۰۰۷–۲۰۱۷  |
| ۵   | ژروینیو              | ۲۳   | ۸۶     | 0.27 | ۲۰۰۷–۲۰۲۱  |
| ۶   | ابراهیما باکایوکو    | ۲۲   | ۳۹     | 0.56 | ۱۹۹۶–۲۰۰۲  |
| ۷   | Laurent Pokou        | ۲۱   | ۳۰     | 0.7  | ۱۹۶۷–۱۹۸۰  |
| ۸   | یحیی توره            | ۱۹   | ۱۰۱    | 0.19 | ۲۰۰۴–۲۰۱۵  |
| ۹   | آریونا دیندن         | ۱۸   | ۶۲     | 0.29 | ۲۰۰۰–۲۰۱۰  |
| ۱۰  | ویلفرید بونی         | ۱۷   | ۵۸     | 0.29 | ۲۰۱۰–۲۰۱۹  |
| ۱۰  | مکس گریدل            | ۱۷   | ۱۱۲    | 0.15 | ۲۰۱۱–اکنون |

## رکورد رقابتی

### جام جهانی فوتبال
| رکورد جام جهانی فوتبال | رکورد جام جهانی فوتبال | رکورد جام جهانی فوتبال | رکورد جام جهانی فوتبال | رکورد جام جهانی فوتبال | رکورد جام جهانی فوتبال | رکورد جام جهانی فوتبال | رکورد جام جهانی فوتبال | رکورد جام جهانی فوتبال | رکورد جام جهانی فوتبال             |                  | رکورد مقدماتی جام جهانی فوتبال | رکورد مقدماتی جام جهانی فوتبال | رکورد مقدماتی جام جهانی فوتبال | رکورد مقدماتی جام جهانی فوتبال | رکورد مقدماتی جام جهانی فوتبال | رکورد مقدماتی جام جهانی فوتبال | رکورد مقدماتی جام جهانی فوتبال |                |
| سال                    | دور                    | موقعیت                 | Pld                    | W                      | D*                     | L                      | GF                     | GA                     | ترکیب                              | Pld              | W                              | D                              | L                              | GF                             | GA                             |                                |                                |                |
| ---------------------- | ---------------------- | ---------------------- | ---------------------- | ---------------------- | ---------------------- | ---------------------- | ---------------------- | ---------------------- | ---------------------------------- | ---------------- | ------------------------------ | ------------------------------ | ------------------------------ | ------------------------------ | ------------------------------ | ------------------------------ | ------------------------------ | -------------- |
| جام جهانی فوتبال ۱۹۳۰  | بخشی از فرانسه         | بخشی از فرانسه         | بخشی از فرانسه         | بخشی از فرانسه         | بخشی از فرانسه         | بخشی از فرانسه         | بخشی از فرانسه         | بخشی از فرانسه         | بخشی از فرانسه                     | بخشی از فرانسه   | بخشی از فرانسه                 | بخشی از فرانسه                 | بخشی از فرانسه                 | بخشی از فرانسه                 | بخشی از فرانسه                 | بخشی از فرانسه                 | بخشی از فرانسه                 | بخشی از فرانسه |
| جام جهانی فوتبال ۱۹۳۴  | بخشی از فرانسه         | بخشی از فرانسه         | بخشی از فرانسه         | بخشی از فرانسه         | بخشی از فرانسه         | بخشی از فرانسه         | بخشی از فرانسه         | بخشی از فرانسه         | بخشی از فرانسه                     | بخشی از فرانسه   | بخشی از فرانسه                 | بخشی از فرانسه                 | بخشی از فرانسه                 | بخشی از فرانسه                 | بخشی از فرانسه                 | بخشی از فرانسه                 | بخشی از فرانسه                 | بخشی از فرانسه |
| جام جهانی فوتبال ۱۹۳۸  | بخشی از فرانسه         | بخشی از فرانسه         | بخشی از فرانسه         | بخشی از فرانسه         | بخشی از فرانسه         | بخشی از فرانسه         | بخشی از فرانسه         | بخشی از فرانسه         | بخشی از فرانسه                     | بخشی از فرانسه   | بخشی از فرانسه                 | بخشی از فرانسه                 | بخشی از فرانسه                 | بخشی از فرانسه                 | بخشی از فرانسه                 | بخشی از فرانسه                 | بخشی از فرانسه                 | بخشی از فرانسه |
| جام جهانی فوتبال ۱۹۵۰  | بخشی از فرانسه         | بخشی از فرانسه         | بخشی از فرانسه         | بخشی از فرانسه         | بخشی از فرانسه         | بخشی از فرانسه         | بخشی از فرانسه         | بخشی از فرانسه         | بخشی از فرانسه                     | بخشی از فرانسه   | بخشی از فرانسه                 | بخشی از فرانسه                 | بخشی از فرانسه                 | بخشی از فرانسه                 | بخشی از فرانسه                 | بخشی از فرانسه                 | بخشی از فرانسه                 | بخشی از فرانسه |
| جام جهانی فوتبال ۱۹۵۴  | بخشی از فرانسه         | بخشی از فرانسه         | بخشی از فرانسه         | بخشی از فرانسه         | بخشی از فرانسه         | بخشی از فرانسه         | بخشی از فرانسه         | بخشی از فرانسه         | بخشی از فرانسه                     | بخشی از فرانسه   | بخشی از فرانسه                 | بخشی از فرانسه                 | بخشی از فرانسه                 | بخشی از فرانسه                 | بخشی از فرانسه                 | بخشی از فرانسه                 | بخشی از فرانسه                 | بخشی از فرانسه |
| جام جهانی فوتبال ۱۹۵۸  | بخشی از فرانسه         | بخشی از فرانسه         | بخشی از فرانسه         | بخشی از فرانسه         | بخشی از فرانسه         | بخشی از فرانسه         | بخشی از فرانسه         | بخشی از فرانسه         | بخشی از فرانسه                     | بخشی از فرانسه   | بخشی از فرانسه                 | بخشی از فرانسه                 | بخشی از فرانسه                 | بخشی از فرانسه                 | بخشی از فرانسه                 | بخشی از فرانسه                 | بخشی از فرانسه                 | بخشی از فرانسه |
| جام جهانی فوتبال ۱۹۶۲  | حضور نیافت             | حضور نیافت             | حضور نیافت             | حضور نیافت             | حضور نیافت             | حضور نیافت             | حضور نیافت             | حضور نیافت             | حضور نیافت                         | حضور نیافت       | حضور نیافت                     | حضور نیافت                     | حضور نیافت                     | حضور نیافت                     | حضور نیافت                     | حضور نیافت                     |                                |                |
| جام جهانی فوتبال ۱۹۶۶  | حضور نیافت             | حضور نیافت             | حضور نیافت             | حضور نیافت             | حضور نیافت             | حضور نیافت             | حضور نیافت             | حضور نیافت             | حضور نیافت                         | حضور نیافت       | حضور نیافت                     | حضور نیافت                     | حضور نیافت                     | حضور نیافت                     | حضور نیافت                     | حضور نیافت                     |                                |                |
| جام جهانی فوتبال ۱۹۷۰  | حضور نیافت             | حضور نیافت             | حضور نیافت             | حضور نیافت             | حضور نیافت             | حضور نیافت             | حضور نیافت             | حضور نیافت             | حضور نیافت                         | حضور نیافت       | حضور نیافت                     | حضور نیافت                     | حضور نیافت                     | حضور نیافت                     | حضور نیافت                     | حضور نیافت                     |                                |                |
| جام جهانی فوتبال ۱۹۷۴  | راه نیافت              | راه نیافت              | راه نیافت              | راه نیافت              | راه نیافت              | راه نیافت              | راه نیافت              | راه نیافت              | راه نیافت                          | ۶                | ۳                              | ۲                              | ۱                              | ۸                              | ۷                              |                                |                                |                |
| جام جهانی فوتبال ۱۹۷۸  | راه نیافت              | راه نیافت              | راه نیافت              | راه نیافت              | راه نیافت              | راه نیافت              | راه نیافت              | راه نیافت              | راه نیافت                          | ۶                | ۳                              | ۲                              | ۱                              | ۱۱                             | ۱۰                             |                                |                                |                |
| جام جهانی فوتبال ۱۹۸۲  | حضور نیافت             | حضور نیافت             | حضور نیافت             | حضور نیافت             | حضور نیافت             | حضور نیافت             | حضور نیافت             | حضور نیافت             | حضور نیافت                         | حضور نیافت       | حضور نیافت                     | حضور نیافت                     | حضور نیافت                     | حضور نیافت                     | حضور نیافت                     | حضور نیافت                     |                                |                |
| جام جهانی فوتبال ۱۹۸۶  | راه نیافت              | راه نیافت              | راه نیافت              | راه نیافت              | راه نیافت              | راه نیافت              | راه نیافت              | راه نیافت              | راه نیافت                          | ۴                | ۱                              | ۱                              | ۲                              | ۶                              | ۵                              |                                |                                |                |
| جام جهانی فوتبال ۱۹۹۰  | راه نیافت              | راه نیافت              | راه نیافت              | راه نیافت              | راه نیافت              | راه نیافت              | راه نیافت              | راه نیافت              | راه نیافت                          | ۴                | ۱                              | ۲                              | ۱                              | ۵                              | ۱                              |                                |                                |                |
| جام جهانی فوتبال ۱۹۹۴  | راه نیافت              | راه نیافت              | راه نیافت              | راه نیافت              | راه نیافت              | راه نیافت              | راه نیافت              | راه نیافت              | راه نیافت                          | ۸                | ۴                              | ۳                              | ۱                              | ۱۲                             | ۶                              |                                |                                |                |
| جام جهانی فوتبال ۱۹۹۸  | راه نیافت              | راه نیافت              | راه نیافت              | راه نیافت              | راه نیافت              | راه نیافت              | راه نیافت              | راه نیافت              | راه نیافت                          | ۲                | ۰                              | ۱                              | ۱                              | ۱                              | ۲                              |                                |                                |                |
| جام جهانی فوتبال ۲۰۰۲  | راه نیافت              | راه نیافت              | راه نیافت              | راه نیافت              | راه نیافت              | راه نیافت              | راه نیافت              | راه نیافت              | راه نیافت                          | ۱۰               | ۵                              | ۴                              | ۱                              | ۲۲                             | ۱۰                             |                                |                                |                |
| جام جهانی فوتبال ۲۰۰۶  | مرحله گروهی            | ۱۹ام                   | ۳                      | ۱                      | ۰                      | ۲                      | ۵                      | ۶                      | ترکیب تیم‌های جام جهانی فوتبال ۲۰۰۶ | ۱۰               | ۷                              | ۱                              | ۲                              | ۲۰                             | ۷                              |                                |                                |                |
| جام جهانی فوتبال ۲۰۱۰  | مرحله گروهی            | ۱۷ام                   | ۳                      | ۱                      | ۱                      | ۱                      | ۴                      | ۳                      | ترکیب تیم‌های جام جهانی فوتبال ۲۰۱۰ | ۱۲               | ۸                              | ۴                              | ۰                              | ۲۹                             | ۶                              |                                |                                |                |
| جام جهانی فوتبال ۲۰۱۴  | مرحله گروهی            | ۲۱ام                   | ۳                      | ۱                      | ۰                      | ۲                      | ۴                      | ۵                      | ترکیب تیم‌های جام جهانی فوتبال ۲۰۱۴ | ۸                | ۵                              | ۳                              | ۰                              | ۱۹                             | ۷                              |                                |                                |                |
| جام جهانی فوتبال ۲۰۱۸  | راه نیافت              | راه نیافت              | راه نیافت              | راه نیافت              | راه نیافت              | راه نیافت              | راه نیافت              | راه نیافت              | راه نیافت                          | ۸                | ۴                              | ۲                              | ۲                              | ۱۱                             | ۵                              |                                |                                |                |
| جام جهانی فوتبال ۲۰۲۲  | راه نیافت              | راه نیافت              | راه نیافت              | راه نیافت              | راه نیافت              | راه نیافت              | راه نیافت              | راه نیافت              | راه نیافت                          | ۶                | ۴                              | ۱                              | ۱                              | ۱۰                             | ۳                              |                                |                                |                |
| جام جهانی فوتبال ۲۰۲۶  | To be determined       | To be determined       | To be determined       | To be determined       | To be determined       | To be determined       | To be determined       | To be determined       | To be determined                   | ۲                | ۲                              | ۰                              | ۰                              | ۱۱                             | ۰                              |                                |                                |                |
| جام جهانی فوتبال ۲۰۳۰  | To be determined       | To be determined       | To be determined       | To be determined       | To be determined       | To be determined       | To be determined       | To be determined       | To be determined                   | To be determined | To be determined               | To be determined               | To be determined               | To be determined               | To be determined               | To be determined               | To be determined               |                |
| جام جهانی فوتبال ۲۰۳۴  | To be determined       | To be determined       | To be determined       | To be determined       | To be determined       | To be determined       | To be determined       | To be determined       | To be determined                   | To be determined | To be determined               | To be determined               | To be determined               | To be determined               | To be determined               | To be determined               | To be determined               |                |
| مجموع                  | مرحله گروهی            | ۳/۲۲                   | ۹                      | ۳                      | ۱                      | ۵                      | ۱۳                     | ۱۴                     | −                                  | ۸۸               | ۴۷                             | ۲۶                             | ۱۵                             | ۱۶۶                            | ۷۲                             |                                |                                |                |

### جام ملت‌های آفریقا
| رکورد جام ملت‌های آفریقا | رکورد جام ملت‌های آفریقا      | رکورد جام ملت‌های آفریقا | رکورد جام ملت‌های آفریقا | رکورد جام ملت‌های آفریقا | رکورد جام ملت‌های آفریقا | رکورد جام ملت‌های آفریقا | رکورد جام ملت‌های آفریقا | رکورد جام ملت‌های آفریقا |
| سال                     | دور                          | موقعیت                  | Pld                     | W                       | D*                      | L                       | GF                      | GA                      |
| ----------------------- | ---------------------------- | ----------------------- | ----------------------- | ----------------------- | ----------------------- | ----------------------- | ----------------------- | ----------------------- |
| جام ملت‌های آفریقا ۱۹۵۷  | بخشی از فرانسه               | بخشی از فرانسه          | بخشی از فرانسه          | بخشی از فرانسه          | بخشی از فرانسه          | بخشی از فرانسه          | بخشی از فرانسه          | بخشی از فرانسه          |
| جام ملت‌های آفریقا ۱۹۵۹  | بخشی از فرانسه               | بخشی از فرانسه          | بخشی از فرانسه          | بخشی از فرانسه          | بخشی از فرانسه          | بخشی از فرانسه          | بخشی از فرانسه          | بخشی از فرانسه          |
| جام ملت‌های آفریقا ۱۹۶۲  | Not affiliated to CAF        | Not affiliated to CAF   | Not affiliated to CAF   | Not affiliated to CAF   | Not affiliated to CAF   | Not affiliated to CAF   | Not affiliated to CAF   | Not affiliated to CAF   |
| جام ملت‌های آفریقا ۱۹۶۳  | Not affiliated to CAF        | Not affiliated to CAF   | Not affiliated to CAF   | Not affiliated to CAF   | Not affiliated to CAF   | Not affiliated to CAF   | Not affiliated to CAF   | Not affiliated to CAF   |
| جام ملت‌های آفریقا ۱۹۶۵  | مقام سوم                     | ۳ام                     | ۳                       | ۲                       | ۰                       | ۱                       | ۵                       | ۴                       |
| جام ملت‌های آفریقا ۱۹۶۸  | مقام سوم                     | ۳ام                     | ۵                       | ۳                       | ۱                       | ۱                       | ۹                       | ۶                       |
| جام ملت‌های آفریقا ۱۹۷۰  | مقما چهارم                   | ۴ام                     | ۵                       | ۲                       | ۱                       | ۲                       | ۱۱                      | ۹                       |
| جام ملت‌های آفریقا ۱۹۷۲  | راه نیافت                    | راه نیافت               | راه نیافت               | راه نیافت               | راه نیافت               | راه نیافت               | راه نیافت               | راه نیافت               |
| جام ملت‌های آفریقا ۱۹۷۴  | مرحله گروهی                  | ۷ام                     | ۳                       | ۰                       | ۱                       | ۲                       | ۲                       | ۵                       |
| جام ملت‌های آفریقا ۱۹۷۶  | راه نیافت                    | راه نیافت               | راه نیافت               | راه نیافت               | راه نیافت               | راه نیافت               | راه نیافت               | راه نیافت               |
| جام ملت‌های آفریقا ۱۹۷۸  | Banned                       | Banned                  | Banned                  | Banned                  | Banned                  | Banned                  | Banned                  | Banned                  |
| جام ملت‌های آفریقا ۱۹۸۰  | مرحله گروهی                  | ۶ام                     | ۳                       | ۰                       | ۲                       | ۱                       | ۲                       | ۳                       |
| جام ملت‌های آفریقا ۱۹۸۲  | حضور نیافت                   | حضور نیافت              | حضور نیافت              | حضور نیافت              | حضور نیافت              | حضور نیافت              | حضور نیافت              | حضور نیافت              |
| جام ملت‌های آفریقا ۱۹۸۴  | مرحله گروهی                  | ۵ام                     | ۳                       | ۱                       | ۰                       | ۲                       | ۴                       | ۴                       |
| جام ملت‌های آفریقا ۱۹۸۶  | مقام سوم                     | ۳ام                     | ۵                       | ۳                       | ۰                       | ۲                       | ۷                       | ۵                       |
| جام ملت‌های آفریقا ۱۹۸۸  | مرحله گروهی                  | ۶ام                     | ۳                       | ۰                       | ۳                       | ۰                       | ۲                       | ۲                       |
| جام ملت‌های آفریقا ۱۹۹۰  | مرحله گروهی                  | ۶ام                     | ۳                       | ۱                       | ۰                       | ۲                       | ۳                       | ۵                       |
| جام ملت‌های آفریقا ۱۹۹۲  | Champions                    | ۱ام                     | ۵                       | ۲                       | ۳                       | ۰                       | ۴                       | ۰                       |
| جام ملت‌های آفریقا ۱۹۹۴  | مقام سوم                     | ۳ام                     | ۵                       | ۳                       | ۱                       | ۱                       | ۱۱                      | ۵                       |
| جام ملت‌های آفریقا ۱۹۹۶  | مرحله گروهی                  | ۱۱ام                    | ۳                       | ۱                       | ۰                       | ۲                       | ۲                       | ۵                       |
| جام ملت‌های آفریقا ۱۹۹۸  | یک‌چهارم نهایی                | ۷ام                     | ۴                       | ۲                       | ۲                       | ۰                       | ۱۰                      | ۶                       |
| جام ملت‌های آفریقا ۲۰۰۰  | مرحله گروهی                  | ۹ام                     | ۳                       | ۱                       | ۱                       | ۱                       | ۳                       | ۴                       |
| جام ملت‌های آفریقا ۲۰۰۲  | مرحله گروهی                  | ۱۶ام                    | ۳                       | ۰                       | ۱                       | ۲                       | ۱                       | ۴                       |
| جام ملت‌های آفریقا ۲۰۰۴  | راه نیافت                    | راه نیافت               | راه نیافت               | راه نیافت               | راه نیافت               | راه نیافت               | راه نیافت               | راه نیافت               |
| جام ملت‌های آفریقا ۲۰۰۶  | فینال جام ملت‌های آفریقا ۲۰۰۶ | ۲ام                     | ۶                       | ۳                       | ۲                       | ۱                       | ۶                       | ۵                       |
| جام ملت‌های آفریقا ۲۰۰۸  | مقام چهارم                   | ۴ام                     | ۶                       | ۴                       | ۰                       | ۲                       | ۱۶                      | ۹                       |
| جام ملت‌های آفریقا ۲۰۱۰  | یک‌چهارم نهایی                | ۸ام                     | ۳                       | ۱                       | ۱                       | ۱                       | ۵                       | ۴                       |
| جام ملت‌های آفریقا ۲۰۱۲  | Runners-up                   | ۲ام                     | ۶                       | ۵                       | ۱                       | ۰                       | ۹                       | ۰                       |
| جام ملت‌های آفریقا ۲۰۱۳  | یک‌چهارم نهایی                | ۵ام                     | ۴                       | ۲                       | ۱                       | ۱                       | ۸                       | ۵                       |
| جام ملت‌های آفریقا ۲۰۱۵  | Champions                    | ۱ام                     | ۶                       | ۳                       | ۳                       | ۰                       | ۹                       | ۴                       |
| جام ملت‌های آفریقا ۲۰۱۷  | مرحله گروهی                  | ۱۱ام                    | ۳                       | ۰                       | ۲                       | ۱                       | ۲                       | ۳                       |
| جام ملت‌های آفریقا ۲۰۱۹  | یک‌چهارم نهایی                | ۵ام                     | ۵                       | ۳                       | ۱                       | ۱                       | ۷                       | ۳                       |
| جام ملت‌های آفریقا ۲۰۲۱  | یک‌شانزدهم                    | ۱۰ام                    | ۴                       | ۲                       | ۲                       | ۰                       | ۶                       | ۳                       |
| جام ملت‌های آفریقا ۲۰۲۳  | جام ملت‌های آفریقا ۲۰۲۳       | ۱ام                     | ۷                       | ۴                       | ۱                       | ۲                       | ۸                       | ۸                       |
| 2025                    | To be determined             | To be determined        | To be determined        | To be determined        | To be determined        | To be determined        | To be determined        | To be determined        |
| 2027                    | To be determined             | To be determined        | To be determined        | To be determined        | To be determined        | To be determined        | To be determined        | To be determined        |
| مجموع                   | ۳ عنوان                      | ۲۵/۳۶                   | ۹۹                      | ۴۴                      | ۲۹                      | ۲۶                      | ۱۴۴                     | ۱۰۳                     |

*Denotes draws include knockout matches decided via ضربات پنالتی.
**Gold background colour indicates that the tournament was won.
***Red border colour indicates tournament was held on home soil.

### قهرمانی ملت‌های آفریقا
| رکورد قهرمانی ملت‌های آفریقا | رکورد قهرمانی ملت‌های آفریقا | رکورد قهرمانی ملت‌های آفریقا | رکورد قهرمانی ملت‌های آفریقا | رکورد قهرمانی ملت‌های آفریقا | رکورد قهرمانی ملت‌های آفریقا | رکورد قهرمانی ملت‌های آفریقا | رکورد قهرمانی ملت‌های آفریقا | رکورد قهرمانی ملت‌های آفریقا |
| حضورها: ۵                   | حضورها: ۵                   | حضورها: ۵                   | حضورها: ۵                   | حضورها: ۵                   | حضورها: ۵                   | حضورها: ۵                   | حضورها: ۵                   | حضورها: ۵                   |
| سال                         | دور                         | موقعیت                      | Pld                         | W                           | D*                          | L                           | GF                          | GA                          |
| --------------------------- | --------------------------- | --------------------------- | --------------------------- | --------------------------- | --------------------------- | --------------------------- | --------------------------- | --------------------------- |
| 2009                        | مرحله گروهی                 | ۸ام                         | ۳                           | ۰                           | ۱                           | ۲                           | ۰                           | ۴                           |
| 2011                        | مرحله گروهی                 | ۱۲ام                        | ۳                           | ۱                           | ۰                           | ۲                           | ۲                           | ۴                           |
| 2014                        | راه نیافت                   | راه نیافت                   | راه نیافت                   | راه نیافت                   | راه نیافت                   | راه نیافت                   | راه نیافت                   | راه نیافت                   |
| 2016                        | مقام سوم                    | ۳ام                         | ۶                           | ۴                           | ۰                           | ۲                           | ۱۰                          | ۴                           |
| 2018                        | مرحله گروهی                 | ۱۴ام                        | ۳                           | ۰                           | ۱                           | ۲                           | ۰                           | ۳                           |
| قهرمانی ملت‌های آفریقا ۲۰۲۰  | راه نیافت                   | راه نیافت                   | راه نیافت                   | راه نیافت                   | راه نیافت                   | راه نیافت                   | راه نیافت                   | راه نیافت                   |
| 2022                        | یک‌چهارم نهایی               | ۶ام                         | ۴                           | ۱                           | ۱                           | ۲                           | ۳                           | ۳                           |
| مجموع                       | Third place                 | ۵/۷                         | ۱۹                          | ۶                           | ۳                           | ۱۰                          | ۱۵                          | ۱۸                          |

### جام کنفدراسیون‌ها
| رکورد جام کنفدراسیون‌ها                       | رکورد جام کنفدراسیون‌ها | رکورد جام کنفدراسیون‌ها | رکورد جام کنفدراسیون‌ها | رکورد جام کنفدراسیون‌ها | رکورد جام کنفدراسیون‌ها | رکورد جام کنفدراسیون‌ها | رکورد جام کنفدراسیون‌ها | رکورد جام کنفدراسیون‌ها | رکورد جام کنفدراسیون‌ها |
| سال                                          | دور                    | موقعیت                 | Pld                    | W                      | D*                     | L                      | GF                     | GA                     | ترکیب                  |
| -------------------------------------------- | ---------------------- | ---------------------- | ---------------------- | ---------------------- | ---------------------- | ---------------------- | ---------------------- | ---------------------- | ---------------------- |
| جام پادشاه فهد ۱۹۹۲                          | مقام چهارم             | ۴ام                    | ۲                      | ۰                      | ۰                      | ۲                      | ۲                      | ۹                      | Squad                  |
| جام پادشاه فهد ۱۹۹۵ تا جام کنفدراسیون‌ها ۲۰۱۷ | راه نیافت              | راه نیافت              | راه نیافت              | راه نیافت              | راه نیافت              | راه نیافت              | راه نیافت              | راه نیافت              | راه نیافت              |
| مجموع                                        | مقمام چهارم            | ۱/۱۰                   | ۲                      | ۰                      | ۰                      | ۲                      | ۲                      | ۹                      | –                      |

### بازی‌های آفریقایی
| رکورد بازی‌های آفریقایی | رکورد بازی‌های آفریقایی | رکورد بازی‌های آفریقایی | رکورد بازی‌های آفریقایی | رکورد بازی‌های آفریقایی | رکورد بازی‌های آفریقایی | رکورد بازی‌های آفریقایی | رکورد بازی‌های آفریقایی | رکورد بازی‌های آفریقایی |
| سال                    | رده                    | Pld                    | W                      | D                      | L                      | GF                     | GA                     |                        |
| ---------------------- | ---------------------- | ---------------------- | ---------------------- | ---------------------- | ---------------------- | ---------------------- | ---------------------- | ---------------------- |
| 1965                   | ۳                      | ۰                      | ۰                      | ۰                      | ۰                      | ۰                      | ۰                      |                        |
| 1987                   | ۵                      | ۰                      | ۰                      | ۰                      | ۰                      | ۰                      | ۰                      |                        |
| مجموع                  | ۲/۴                    | ۰                      | ۰                      | ۰                      | ۰                      | ۰                      | ۰                      |                        |

## افتخارات
- جام کنفدراسیون‌ها:
  - مقام چهارم: جام پادشاه فهد ۱۹۹۲
- جام ملت‌های آفریقا
  -  قهرمانی: جام ملت‌های آفریقا ۱۹۹۲, جام ملت‌های آفریقا ۲۰۱۵, جام ملت‌های آفریقا ۲۰۲۳
  -  نایب قهرمانی: جام ملت‌های آفریقا ۲۰۰۶, جام ملت‌های آفریقا ۲۰۱۲
- جام ملت‌های آفریقا–آسیا:
  - نایب قهرمانی: ۲۰۰۳